# Torben Skjødt Jensen
Torban Skjødt Jensen (Aalborg, 8 novembre 1958) è un regista danese.

## Biografia
Torben Skjødt Jensen è nato ad Aalborg, ma si è trasferito con la famiglia nel 1965 a Roskilde. ha sostenuto il realeksamen (corrispondente ad un diploma di scuola secondaria di primo grado) presso la Lynghøjskolen nel 1975, mentre ha conseguito il diploma corrispondente alla maturità (HF-eksamen) nel 1977, dopo gli studi presso la scuola cattedrale di Roskilde. In seguito ha studiato filmologia all'Università di Copenhagen fra il 1978 e il 1982.   

## Filmografia
- Long black Song (regia) - 1983
- Break the silence (regia) - 1984
- First Annual Anti Anti Fashion Video Performance (regia) - 1985
- Alt er dit - 1987
- Gangway i Tyrol (montaggio), regia di Peter Raun e Asger Larsen  - 1987
- Tones of an outsider (fotografia), regia di  - 1987
- Kun for forrykte - Eik Skaløe og Steppeulvene (montaggio), regia di Ole Christian Madsen e Lars K. Andersen  - 1988
- Genetic engineer's (regia) - 1989
- Englefjæs (regia) – 1989
- Kielgasten - 1990
- It's a blue world (regia e sceneggiatura) - 1990
- Speranza - 1991
- Next stop Sovjet (montaggio), regia di Prami Larsen - 1991
- Jeg civiliserer mig om morgenen (montaggio), regia di Kirsten Hammann - 1991
- The Flood (regia) - 1992
- Eksperimentet (1992) (montaggio), regia di Flemming Jetmar - 1992
- Sandhedens øjeblik (montaggio), regia di Peder Andreasen - 1992
- Quattsiluni (regia) - 1992
- Instant karma - 1992
- Den dansende fortæller (regia) - 1992
- Life, death, faith, hope and destiny (montaggio), regia di Per Allin – 1992
- Murmur (montaggio), regia di Lone Højer Hansen - 1992
- Kend din karma (montaggio), regia di Jacob Wellendorf - 1992
- Rouet 1 (fotografia, montaggio), regia di Anette Abildgaard - 1992
- Sværm (montaggio), regia di Jens Wille - 1992
- Ned 2 (montaggio), regia di Jens Ole Steen Svendsen - 1992
- Morels opfindelse (regia, con Anette Abildgaard e Anders Koppel  - 1992
- Wayfarer - 8900 Randers (regia) - 1993
- Abildgaard - The Dancing Storyteller (regia) - 1993

- En himmel der intet ser - La specola (montaggio), regia di Peter Seeberg e Katrine Ussing - 1993
- Die Sprache Spricht - Das Ding Dingt (regia, con Prami Larsen) - 1993
- Le véritable homme dans la lune (regia) - 1993
- The Misfits - 30 Years of Fluxus (montaggio), regia di Lars Movin - 1993
- Flâneur (regia) - 1993
- Som et strejf (regia) - 1993
- Den rigtige mand i månen (regia) - 1994
- Billeder til tiden, regia di Dola Bonfils - 1994
- The freelancer (regia) - 1995
- Carl Th. Dreyer - Min metier (regia) - 1995
- Flâneur II - Dandy (regia) - 1995
- To be or nothing to eat (regia) - 1996
- Hvileløse hjerte (regia) - 1996
- Den grimme dreng (regia) - 1996
- Gensidig berøring (regia) - 1997
- Tango (fotografia), regia di Erik Clausen - 1997
- Rejsekammerater (regia) - 1998
- Flâneur III: Benjamins skygge (regia) - 1998
- Simons film (regia) - 1999
- Manden som ikke ville dø (regia) - 1999
- Tugt og utugt (regia, con Ghita Beckendorff) - 2001
- Tugt og utugt 1 - Fra Victoria til farlig ungdom (regia) - 2001
- Tugt og utugt 2 - Fra farlog ungdom til pornofrit miljø (regia) - 2001
- Afgrunden (regia) - 2003
- Den talende mus (regia) - 2003
- Surrational cityscaping (regia) - 2004
- Hr. Sult (regia) - 2005
- Sanselighedens pris (regia) - 2007
- City slang redux (regia) - 2011
- En rød løber for Asta Nielsen, regia di Eva Tind - 2016